# Oscar Craiyacich
Oscar Craiyacich (nacido en Rosario el 9 de julio de 1954) es un exfutbolista argentino. Se desempeñaba como defensor central. Formó una recordada dupla con Edgardo Bauza, compañero de zaga del equipo campeón de Rosario Central del Campeonato Nacional de 1980.

## Carrera
Debutó en Rosario Central en 1975, por la octava fecha del Metropolitano; fue empate en dos ante All Boys, y el entrenador centralista era Carlos Timoteo Griguol. Para el año siguiente ya era habitual titular en la zaga central del club de Arroyito, formando dupla con José Van Tuyne. Para 1978 fue afianzándose a su lado el Patón Bauza, que hacía sus primeras armas en la máxima divisional. Fue titular indiscutido en la Sinfónica de Ángel Tulio Zof, que se coronó campeón en el Nacional 1980. En el club canalla jugó 246 partidos hasta 1981, convirtiendo 5 goles. Se encuentra dentro de los veinte futbolistas que más veces vistieron la casaca auriazul.
Tiene la particularidad de haber señalado el primer gol oficial por un torneo de Liga que se anotó en el remodelado Estadio Gigante de Arroyito. Craiyacich marcó el único gol con el que Central derrotó a San Lorenzo de Almagro 1 a 0 en agosto de 1978, siendo así el futbolista que señaló el primer tanto oficial en el estadio auriazul luego del Mundial jugado en Argentina.
En 1982 pasó al Club León de México, para luego pasar en 1983 a Quilmes. En 1984 recaló finalmente en el Club Atlético River Plate, donde también fue campeón de Primera.
Se dedicó luego a la conducción técnica, principalmente en juveniles, aunque a su turno se hizo cargo de la primera división en Argentino y Central Córdoba de Rosario en dupla con José Machetti.

## Clubes
| Club            | País      | Año       |
| --------------- | --------- | --------- |
| Rosario Central | Argentina | 1975-1981 |
| León            | México    | 1982      |
| Quilmes         | Argentina | 1983      |
| River Plate     | Argentina | 1984-1986 |

## Palmarés
| Título           | Equipo                | País      | Año     |
| ---------------- | --------------------- | --------- | ------- |
| Primera División | C. A. Rosario Central | Argentina | N-1980  |
| Primera División | River Plate           | Argentina | 1985-86 |